# Lieja-Bastogne-Lieja 1994
La Lieja-Bastogne-Lieja 1994 fou la 80a edició de la clàssica ciclista Lieja-Bastogne-Lieja. La cursa es va disputar el diumenge 17 d'abril de 1994, sobre un recorregut de 268,5 km, i era la quarta prova de la Copa del Món de ciclisme de 1994.
El rus Ievgueni Berzin (Gewiss-Ballan) s'imposà en solitari en l'arribada a Ans. A poc més d'un minut i mig arribà un grup de quatre ciclistes en què l'estatunidenc Lance Armstrong (Motorola Cycling Team) fou el més ràpid, acabant en segon posició, mentre l'italià Giorgio Furlan (Gewiss-Ballan) acabà en tercera posició, tot completant el podi.

## Classificació general
|    | Ciclista                  | Equip            | Temps      |
| -- | ------------------------- | ---------------- | ---------- |
| 1  | Ievgueni Berzin (RUS)     | Gewiss-Ballan    | 7h 16' 30" |
| 2  | Lance Armstrong (USA)     | Motorola         | + 1' 37"   |
| 3  | Giorgio Furlan (ITA)      | Gewiss-Ballan    | + 1' 37"   |
| 4  | Claudio Chiappucci (ITA)  | Carrera-Tassoni  | + 1' 37"   |
| 5  | Stefano Della Santa (ITA) | Mapei-Clas       | + 1' 37"   |
| 6  | Tony Rominger (SUI)       | Mapei-Clas       | + 2' 03"   |
| 7  | Maximilian Sciandri (ITA) | GB-MG Maglificio | + 5' 38"   |
| 8  | Marco Saligari (ITA)      | GB-MG Maglificio | + 5' 42"   |
| 9  | Bruno Cenghialta (ITA)    | Gewiss-Ballan    | + 5' 52"   |
| 10 | Alberto Elli (ITA)        | GB-MG Maglificio | + 5' 58"   |